# Хайро Веласко стар.
Хайро Веласко стар. (ісп. Jairo Velasco Sr.; нар. 9 травня 1947) — колишній колумбійський тенісист.
Найвищу одиночну позицію світового рейтингу — 46 місце досяг 20 грудня 1982 року.
Здобув 2 парні титули.
Найвищим досягненням на турнірах Великого шолома був півфінал в змішаному парному розряді.

## Фінали Гран-прі за кар'єру

### Одиночний розряд: 1 (0–1)
| Результат | W-L | Дата | Турнір           | Покриття | Суперник     | Рахунок  |
| --------- | --- | ---- | ---------------- | -------- | ------------ | -------- |
| Поразка   | 0–1 | 1979 | Богота, Колумбія | Ґрунт    | Віктор Печчі | 3–6, 4–6 |

### Парний розряд: 7 (2–5)
| Результат | W-L | Дата | Турнір                    | Покриття   | Партнер          | Суперники                       | Рахунок            |
| --------- | --- | ---- | ------------------------- | ---------- | ---------------- | ------------------------------- | ------------------ |
| Поразка   | 0–1 | 1974 | Калгарі, Канада           | Килим (i)  | Іван Моліна      | Юрген Фассбендер Карл Майлер    | 4–6, 4–6           |
| Поразка   | 0–2 | 1974 | Солт-Лейк-Сіті, США       | Тверде (i) | Іван Моліна      | Джиммі Коннорс Вітас Ґерулайтіс | 6–2, 6–7, 5–7      |
| Перемога  | 1–2 | 1974 | Кіцбюель, Австрія         | Ґрунт      | Іван Моліна      | Франтішек Пала Балаж Тароці     | 2–6, 7–6, 6–4, 6–4 |
| Поразка   | 1–3 | 1977 | Флоренція, Італія         | Ґрунт      | Іван Моліна      | Кріс Льюїс Расселл Сімпсон      | 6–2, 6–7, 2–6      |
| Поразка   | 1–4 | 1979 | Кіто, Еквадор             | Ґрунт      | Іван Моліна      | Хайме Фійоль Альваро Фільйоль   | 7–6, 3–6, 1–6      |
| Перемога  | 2–4 | 1979 | Богота, Колумбія          | Ґрунт      | Еміліо Монтаньйо | Брюс Ніколз Чарлз Овенс         | 6–2, 6–4           |
| Поразка   | 2–5 | 1981 | Мар-дель-Плата, Аргентина | Ґрунт      | Анхель Хіменес   | Девід Картер Пол Кронк          | 7–6, 4–6, 0–6      |

## Титули на челленджерах

### Одиночний розряд: 3
| Ранг | Рік  | Турнір             | Покриття | Суперник       | Рахунок            |
| ---- | ---- | ------------------ | -------- | -------------- | ------------------ |
| 1.   | 1979 | Ле-Туке, Франція   | Ґрунт    | Фернандо Луна  | 4–6, 6–3, 6–3, 6–1 |
| 2.   | 1981 | Таррагона, Іспанія | Ґрунт    | Едуардо Оста   | 6–4, 6–2           |
| 3.   | 1982 | Порту, Португалія  | Ґрунт    | Хуан Аведаньйо | 6–7, 6–3, 6–3      |

### Парний розряд: 1
| Ранг | Рік  | Турнір           | Покриття | Партнер         | Суперники                | Рахунок       |
| ---- | ---- | ---------------- | -------- | --------------- | ------------------------ | ------------- |
| 1.   | 1979 | Ле-Туке, Франція | Ґрунт    | Антоніо Муньйос | Ерік Деблікер Жорж Говен | 6–0, 3–6, 6–3 |